# 高世彥
高世彥（1507年—1596年），字仲修，號白坪，四川成都府內江縣人，明朝政治人物。嘉靖辛卯四川鄉試經魁，聯中壬辰進士。官至河南左布政使。

## 生平
嘉靖十年（1531年）辛卯科四川鄉試第二名舉人，為《書經》經魁。嘉靖十一年（1532年）聯登壬辰科第二甲第二十名進士。戶部觀政，授南京户部主事，改北京刑部，升署员外郎，嘉靖十五年十月因张延龄案被逮下狱，降判官，陞沔阳州同知、荆州府同知，河南僉事，陝西參議，江西副使，浙江參政，河南按察使，右布政使，河南左布政使。居鄉四十八年，卒年九十。

## 著作
工詩，有《自得齋稿》。

## 家族
曾祖高召南，監生；祖高公堂，義官；父高岡；母田氏。具慶下，妻周氏，弟世臺；世勳；世卿；世靖；世度。子高梅，万历二年进士。